# Khonsa
Khonsa est une ville indienne située dans le district de Tirap dans l’État de l'Arunachal Pradesh. En 2011, sa population était de 9 229 habitants.